# Seznam medailistů na mistrovství světa v běhu na 400 m
Běh na 400 metrů patří do programu mistrovství světa od prvního ročníku v roce 1983. V této disciplíně převážně dominují běžci a běžkyně černé plti.

## Rekordmani mistrovství světa v atletice

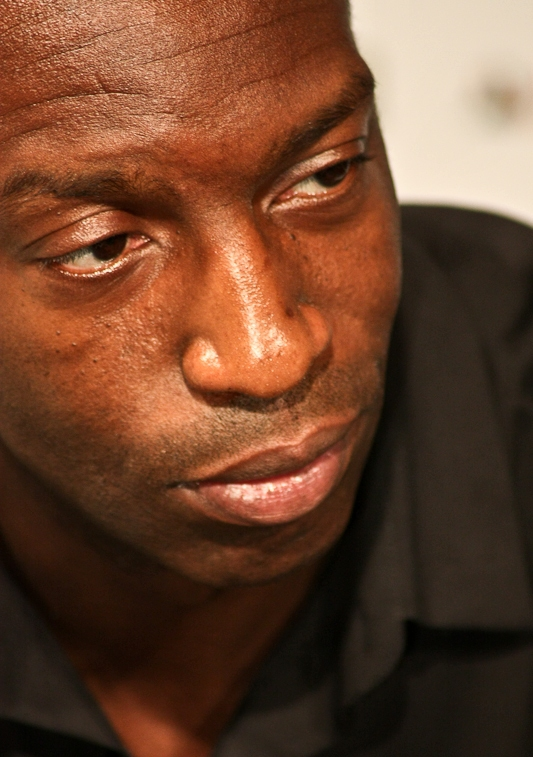
Muži –  Michael Johnson
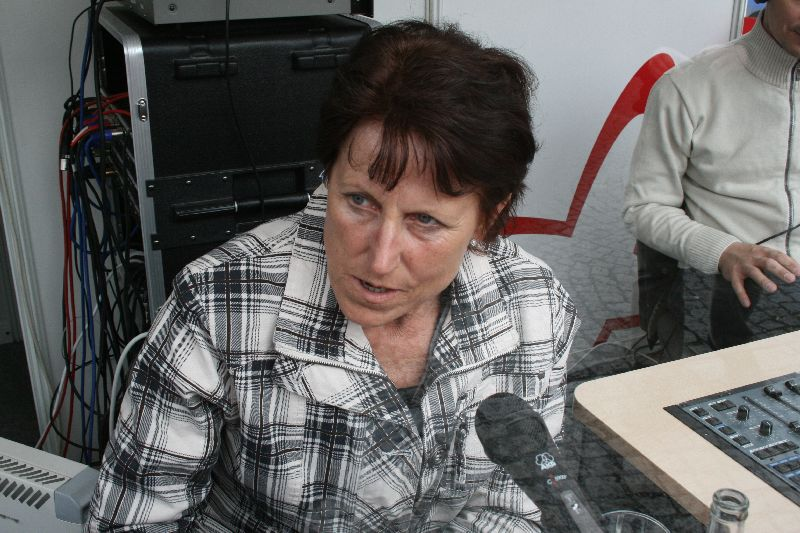
Ženy –  Jarmila Kratochvílová

### Muži
| Rok     | Místo     | Zlato             | Výkon vítěze | Stříbro              | Bronz                |
| ------- | --------- | ----------------- | ------------ | -------------------- | -------------------- |
| MS 1983 | Helsinky  | Bert Cameron      | 45,05        | Michael Franks       | Sunder Nix           |
| MS 1987 | Řím       | Thomas Schönlebe  | 44,33        | Innocent Egbunike    | Butch Reynolds       |
| MS 1991 | Tokio     | Antonio Pettigrew | 44,57        | Roger Black          | Danny Everett        |
| MS 1993 | Stuttgart | Michael Johnson   | 43,65        | Butch Reynolds       | Samson Kitur         |
| MS 1995 | Göteborg  | Michael Johnson   | 43,39        | Butch Reynolds       | Greg Haughton        |
| MS 1997 | Athény    | Michael Johnson   | 44,12        | Davis Kamoga         | Tyree Washington     |
| MS 1999 | Sevilla   | Michael Johnson   | 43,18 – RMS  | Sanderlei Parrela    | Alejandro Cardenas   |
| MS 2001 | Edmonton  | Avard Moncur      | 44,64        | Ingo Schultz         | Greg Haughton        |
| MS 2003 | Paříž     | Tyree Washington  | 44,50        | Marc Raquil          | Michael Blackwood    |
| MS 2005 | Helsinky  | Jeremy Wariner    | 43,93        | Andrew Rock          | Tyler Christopher    |
| MS 2007 | Ósaka     | Jeremy Wariner    | 43,45        | LaShawn Merritt      | Angelo Taylor        |
| MS 2009 | Berlín    | LaShawn Merritt   | 44,06        | Jeremy Wariner       | Renny Quow           |
| MS 2011 | Tegu      | Kirani James      | 44,60        | LaShawn Merritt      | Kévin Borlée         |
| MS 2013 | Moskva    | LaShawn Merritt   | 43,74        | Tony McQuay          | Luguelín Santos      |
| MS 2015 | Peking    | Wayde van Niekerk | 43,48        | LaShawn Merritt      | Kirani James         |
| MS 2017 | Londýn    | Wayde van Niekerk | 43,98        | Steven Gardiner      | Abdalelah Haroun     |
| MS 2019 | Dauhá     | Steven Gardiner   | 43,48        | Anthony Zambrano     | Fred Kerley          |
| MS 2022 | Eugene    | Michael Norman    | 44,29        | Kirani James         | Matthew Hudson-Smith |
| MS 2023 | Budapešť  | Antonio Watson    | 44,22        | Matthew Hudson-Smith | Quincy Hall          |

### Ženy
| Rok     | Místo     | Zlato                     | Výkon vítěze | Stříbro                    | Bronz                        |
| ------- | --------- | ------------------------- | ------------ | -------------------------- | ---------------------------- |
| MS 1983 | Helsinky  | Jarmila Kratochvílová     | 47,99 – RMS  | Taťána Kocembová           | Maria Piniginová             |
| MS 1987 | Řím       | Olga Bryzginová           | 49,38        | Petra Schersingová         | Kirsten Emmelmannová         |
| MS 1991 | Tokio     | Marie-José Pérecová       | 49,13        | Grit Breuerová             | Sandra Myersová              |
| MS 1993 | Stuttgart | Jearl Milesová Clarková   | 49,82        | Natasha Kaiserová-Brownová | Sandie Richardsová           |
| MS 1995 | Göteborg  | Marie-José Pérecová       | 49,28        | Pauline Davisová           | Jearl Milesová Clarková      |
| MS 1997 | Athény    | Cathy Freemanová          | 49,77        | Sandie Richardsová         | Jearl Milesová Clarková      |
| MS 1999 | Sevilla   | Cathy Freemanová          | 49,67        | Anja Rückerová             | Lorraine Grahamová           |
| MS 2001 | Edmonton  | Amy Mbacke Thiamová       | 49,86        | Lorraine Fentonová         | Ana Guevaraová               |
| MS 2003 | Paříž     | Ana Guevaraová            | 48,89        | Lorraine Fentonová         | Amy Mbacke Thiamová          |
| MS 2005 | Helsinky  | Tonique Williams-Darling  | 49,55        | Sanya Richardsová          | Ana Guevaraová               |
| MS 2007 | Ósaka     | Christine Ohuruoguová     | 49,61        | Nicola Sandersová          | Novlene Williamsová-Millsová |
| MS 2009 | Berlín    | Sanya Richardsová         | 49,00        | Shericka Williamsová       | Antonina Krivošapková        |
| MS 2011 | Tegu      | Amantle Montshoová        | 49,56        | Allyson Felixová           | Anastasija Kapačinská        |
| MS 2013 | Moskva    | Christine Ohuruoguová     | 49,41        | Amantle Montshoová         | Antonina Krivošapková        |
| MS 2015 | Peking    | Allyson Felixová          | 49,26        | Shaunae Millerová          | Shericka Jacksonová          |
| MS 2017 | Londýn    | Phyllis Francisová        | 49,92        | Salvá Ajd Násirová         | Allyson Felixová             |
| MS 2019 | Dauhá     | Salvá Ajd Násirová        | 48,14        | Shaunae Millerová          | Shericka Jacksonová          |
| MS 2022 | Eugene    | Shaunae Millerová-Uiboová | 49,11        | Marileidy Paulinová        | Sada Williamsová             |
| MS 2023 | Budapešť  | Marileidy Paulinová       | 48,76        | Natalia Kaczmareková       | Sada Williamsová             |